# 유토리 교육
유토리 교육(餘裕(ゆとり)教育 여유 교육)은 종래의 주입식 학습내용을 이전보다 축소한 일본의 교육 형태이다. 일본 교직원 조합에서 제기된 이 교육방침은 국영기업의 민영화를 추진한 나카소네 내각의 주도를 기초로 설립된 임시교육 심의회에서, '공교육의 민영화'라는 의미를 부여받고 도입되었다.

## 같이 보기
- 유토리 세대